# Pacho Galán (estación)
Pacho Galán es una de las estaciones que forma parte del sistema de transporte masivo de Barranquilla, Transmetro, inaugurado en 2010.
Se ubica sobre toda la troncal de la Murillo. Los barrios beneficiados por esta estación son Villa Katanga, Urb. Las Moras, Villa Las Moras, Villa de Aragón, El Encanto, Urb. Villa Viola, Bella Murillo, Villa Estadio, Moras Norte, Altos de Sevilla, Urb. Terranova, Moras IV Etapa, Moras Occidente y Villa Estadio. Esta estación ha sido el escenario de diversas manifestaciones y obras culturales y artísticas.
Durante comienzos de la década de 2010, en la primera administración del alcalde Alejandro Char, esta estación junto con una gran parte de la troncal murillo fue el escenario de una toma por parte de la ciudadanía debido a unas obras de saneamiento básico inconclusas. Esta toma fue noticia a nivel nacional.
Para mediados de julio de 2024 la alcaldía de Barranquilla y varias empresas del sector privado anunciaron una intervención. Fue modernizada toda su infraestructura, así como las señalizaciones y los buses.

## Rutas
En esta estación realizan paradas las rutas:
- R1 Estación Joe Arroyo - Servicio Corriente
- B1 Estación Parque Cultural del Caribe - Servicio Corriente
- S1 Portal de Soledad - Servicio Corriente
- S2 Portal de Soledad - Servicio Corriente
- R40 Estación Joe Arroyo - Servicio Expreso
- S40 Portal de Soledad - Servicio Expreso
- A5-2 Las Moras - Servicio Alimentador

## Etimología
El nombre de la estación obedece a un célebre personaje soledeño llamado Francisco de Asís Galán Blanco, más conocido como Pacho Galán, músico y compositor.